# Leszek Strasburger
Leszek Strasburger (ur. 23 grudnia 1949 w Świecy, zm. 22 listopada 2024) – polski pięściarz i trener pięściarski, medalista mistrzostw Polski.

## Życiorys
Walczył w kategorii muszej (do 51 kg). Był w niej mistrzem Polski w 1975 oraz brązowym medalistą w 1972 i 1976.
Zdobył srebrny (w 1971 w wadze papierowej do 48 kg) i dwa brązowe medale (w 1974 i 1977) podczas Spartakiady Gwardyjskiej. W latach 1974 i 1975 dwukrotnie wystąpił w reprezentacji Polski, wygrywając oba spotkania.
Był zawodnikiem Gwardii Wrocław, a od 1980 jej trenerem, początkowo jako asystent Ludwika Denderysa, a od 1986 pierwszy trener. Trenował takich zawodników, jak m.in.  Wojciech Bartnik, Maciej Zegan, Andrzej Rżany, Mariusz Cendrowski czy Robert Buda.